# Robert Marjolin
Robert Marjolin (París, França 1911 - íd. 1986) fou un polític i economista francès, un dels principals responsables del desenvolupament de la Comunitat Econòmica Europea (CEE).

## Biografia
Va néixer el 27 de juliol de 1911 a la ciutat de París. Va estudiar a La Sorbona mitjançant cursos de correspondència, i el 1931 aconseguí una beca de la Fundació Rockefeller per estudiar sociologia i ciències econòmiques a la Universitat Yale, on es llicencià l'any 1934. Posteriorment realitzà el seu doctorat en jurisprudència a la mateixa universitat l'any 1936.
Morí el 15 d'abril de 1986 a la seva residència de París.

## Activitat econòmica
El 1938 inicià la seva activitat professional a l'Institut Econòmic de París, fortament influenciat per la política econòmica impulsada per Franklin D. Roosevelt i coneguda amb el nom de New Deal.
Després de la rendició francesa durant la Segona Guerra Mundial va esdevenir conseller econòmic del govern a l'exili de Charles de Gaulle, sent un dels principals enllaços entre aquest govern i el estatunidenc. En finalitzar la guerra fou nomenat Secretar d'Estat responsable de la reconstrucció econòmica del país, càrrec des del qual impulsà un control sobre l'economia. Involucrat en la implantació del Pla Marshall, l'any 1948 fou nomenat Secretari General de l'Organització Europea de Cooperació Econòmica (OECE), càrrec que va mantenir fins al 1955.
L'any 1955 va liderar la delegació francesa que negocià la creació l'any 1957 de la Comunitat Econòmica Europea (CEE). L'any 1958 fou nomenat Comissari Europeu en la Comissió Hallstein I, esdevenint Vicepresident i Comissari Europeu d'Assumptes Econòmics i Financers, càrrecs que repetí en la Comissió Hallstein II.
A partir de la dècada del 1960 es dedicà, juntament amb l'economista belga Robert Triffin, a desenvolupar la idea dels Estats Units d'Europa creada per Jean Monnet a partir d'una unió econòmica i monetària.